# Hybridpicking
Hybridpicking, auch Chicken picking genannt, ist eine Spieltechnik auf der elektrischen oder akustischen Western-Gitarre. Mitte des zwanzigsten Jahrhunderts entwickelte sich der Stil in den Vereinigten Staaten von Amerika.
Sie entstand aus dem Bestreben, die Vorteile des Fingerstyle (größte Flexibilität beim polyphonen Spiel) und des Flat-Picking (lautes, kraftvolles und dynamisches Spiel von Akkorden und Melodien) miteinander zu verbinden.
Beim Hybrid-Picking wird zwar, wie beim Flat-Picking, ein Plektrum zwischen Daumen und Zeigefinger der rechten Hand gehalten und zum härteren Anschlagen von Melodien und Bassnoten verwendet. Anders als beim reinen Flat-Picking jedoch werden zusätzlich Mittelfinger, Ringfinger und gelegentlich auch der kleine Finger der rechten Hand zum Spielen der Saiten verwendet. Anstelle eines Plektrums kann auch ein einzelnes Daumenpick Verwendung finden.
Spieler, die sich dieser Technik bedienen, können somit mit dem Plektrum (anstelle des Daumens) und den Fingern Fingerstyle spielen, beim schnellen und dynamischen Spiel von Akkorden und Melodien aber sofort zum Flat-Picking wechseln.
Häufig verwendet wird diese Technik in der Countrymusik, beispielsweise durch Albert Lee, Johnny Hiland und Brad Paisley.
Auch in der Rock- und Blues-Musik findet das Hybridpicking Anwendung. Steve Stevens, der Gitarrist von Billy Idol bediente sich beispielsweise beim Intro des Hits Rebel Yell des gleichnamigen Albums dieser Technik, um seiner Aussage nach dem Stück einen charakteristischen Klang gleich zu Beginn zu verleihen.